# Mounir Diane
Mounir Diane (Oulad Abbou, 16 maggio 1982) è un ex calciatore marocchino, di ruolo centrocampista.